# Château de Chabanne

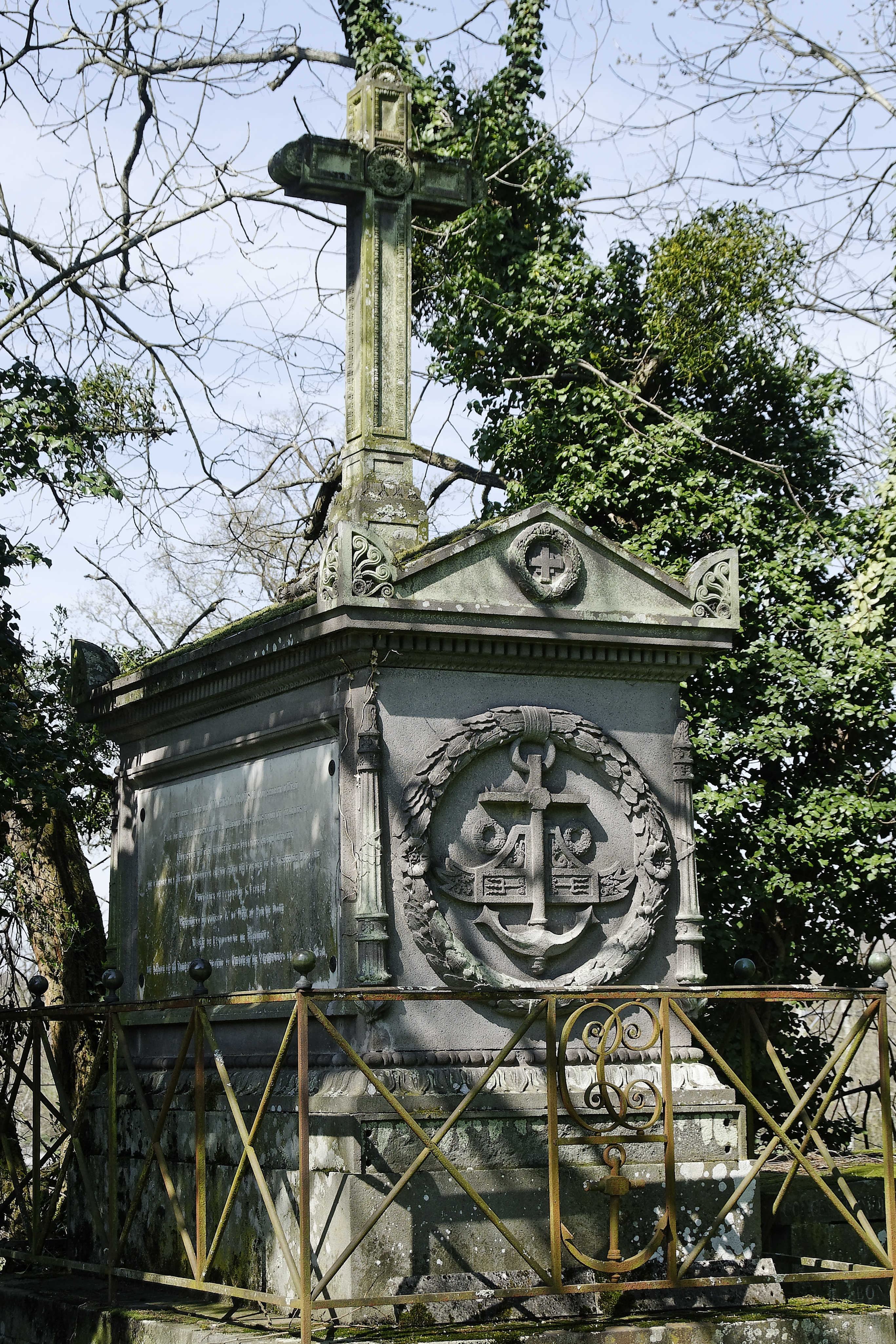
Tombeau de Christophe de Chabrol de Crouzol, face à l'église Saint-Bonnet de Paslières

Le château de Chabanne est situé sur la commune de Paslières (France).

## Localisation
Le château est situé sur la commune de Paslières, dans le département du Puy-de-Dôme, en région Auvergne-Rhône-Alpes.

## Description
Le château actuel a probablement été reconstruit entre 1796 et 1835, le plan de masse actuel est le même que celui qui figure sur le cadastre de 1835, mais le château semble différent des descriptions de la fin du XVIIIe siècle ; les dépendances actuelles : écuries, remise, logement de domestiques et porcheries remontent à la reconstruction du château dans la première moitié du XIXe siècle[réf. souhaitée].

## Historique
Le château date du début du XIXe siècle). Bâti vers 1830 par Christophe de Chabrol de Crouzol qui y mourut en 1836. Le château passa à son second fils, le vicomte Victor, mort en 1867 sans enfant. Le château passa à sa sœur Anne Clémence, Madame Marcellin de Pommereau, morte en 1870. Celle-ci le transmit à son fils Maurice qui, en 1872, transforma l'habitation en lui donnant son aspect actuel.